# Francesco Mattea
Francesco Mattea, né le 17 janvier 1895 et mort le 10 novembre 1973, est un arbitre italien de football.

## Biographie
Francesco Mattea fut l'un des trois premiers arbitres italiens ayant officié en coupe du monde (avec Rinaldo Barlassina et Albino Carraro).

## Carrière
Francesco Mattea a officié dans des compétitions majeures : 
- Coupe Mitropa 1932 (finale aller)
- Coupe du monde de football de 1934 (2 matchs)
- Coupe d'Italie de football 1936-1937 (finale)